# Thayne, Wyoming
Thayne är en småstad (town) i Lincoln County i västra Wyoming i USA. Staden hade 366 invånare vid 2010 års folkräkning.

## Geografi
Thayne ligger i norra delen av Star Valley, på östra sidan av Salt River. Delstatsgränsen till Idaho går några kilometer västerut på andra sidan floden.